# Sotaquirá (ort)
Sotaquirá är en ort i Colombia.   Den ligger i departementet Boyacá, i den centrala delen av landet, 160 km nordost om huvudstaden Bogotá. Sotaquirá ligger 2 677 meter över havet och antalet invånare är 1 352.
Terrängen runt Sotaquirá är varierad. Runt Sotaquirá är det ganska tätbefolkat, med 65 invånare per kvadratkilometer. Närmaste större samhälle är Paipa, 14,5 km öster om Sotaquirá. Omgivningarna runt Sotaquirá är en mosaik av jordbruksmark och naturlig växtlighet.